# Groote Sint Annapolder
De Groote Sint Annapolder is de polder waarin de kom van Nieuwvliet ligt. Ze behoort tot de Polders van Cadzand, Zuidzande en Nieuwvliet.
De zeer langgerekte polder, welke overeenkomt met het resterende deel van het Zwarte Gat, werd ingedijkt in 1602 door Anselmus Opitius Adornis. Midden in deze 101 ha grote polder werd het dorp Nieuwvliet gesticht. In 1604 kwam het gebied in Staatse handen.
Aan de rand van de polder ligt nog de buurtschap Marolleput. Het noordelijke deel van de polder is goeddeels in beslag genomen door grootschalige recreatie.
De polder wordt begrensd door de Mettenijedijk, de Sint Annadijk, de Sint Bavodijk, de Dwarsdijk, de Nieuwenhovendijk en de Sint Jansdijk.